# Hellgrevenhof
Der Hellgrevenhof ist ein Baudenkmal in der Wartburgstadt Eisenach in Thüringen.
Im Westen der Altstadt, unmittelbar am ehemaligen Georgentor befindet sich im Hofbereich der Häuser Georgenstraße 43–47 die sogenannte Kemenate des Hellgrevenhofes. Heute befindet sich in dem Gebäudekomplex das Hauptgebäude der Eisenacher Stadtbibliothek. Bei der letzten Sanierung des Gebäudes, Mitte der 1990er Jahre wurde die Baugeschichte erforscht, demnach stellt dieses Steingebäude das wahrscheinlich älteste erhaltene Profangebäude innerhalb der Eisenacher Stadtmauer dar. Zum Denkmalensemble gehört auch der Storchenturm, ein früherer Wach- und Gefangenenturm der Eisenacher Stadtbefestigung.

## Geschichte
Zu den Eisenacher Ratsherrengeschlechtern, welche in Urkunden des 13. Jahrhunderts namentlich bekannt werden, gehört die Familie Hellgrafe, Hellgrefe, o. ä. – „Höllengraf“ – in sagenhafter Überlieferung trifft man dieses bürgerliche Geschlecht auch im sogenannten Sängerkrieg an: der ungarische Magier Klingsor und der Minnesänger Heinrich von Ofterdingen finden ihre Wohnung im Haus der Hellgrefe – an der Stadtmauer am St. Georgentor gelegen, zur linken Hand, wenn man die Stadt verlässt.
Ende des 17. Jahrhunderts wurde das Anwesen vom Hof erworben und mit dem Justizamt belegt, in weiteren Teilen war ein Brauhof eingerichtet, welcher mit dem gegenüberliegenden Schank- und Wirtshaus „Zur Güldenen Sonne“ in Verbindung stand. Teile des Anwesens, wohl das Justizamt fanden als Pfand- und Leihhaus neue Verwendung.
Nach mehreren Besitzwechseln verfiel die Anlage im 20. Jahrhundert rasch, in den 1920er Jahren plante man hier sogar ein erstes Hochhaus zu errichten, was in der Eisenacher Bevölkerung jedoch auf breite Ablehnung stieß. Im Erdgeschoss der Kemenate wurde zuletzt eine Schmiede betrieben.
Das steinerne Gebäude überdauerte mehrere Stadtbrände und Kriege, es bildet heute mit den benachbarten Fachwerkhäusern den Hellgrevenhof. Hierin befinden sich neben der Stadtbibliothek, einem Restaurant und Büroräumen auch das Studio des Regionalsenders „Wartburg-Radio 96,5“.

## Bauliches
Die Kemenate des Hellgrevenhofes wurde im Verlauf der Sanierungs- und Umbauarbeiten Mitte der 1990er Jahre zur Bibliothek umfassend baugeschichtlich untersucht.
Die rechtwinklig an die Stadtmauer ansetzende Kemenate befand sich unmittelbar neben dem Georgentor – dem westlichen Zugang zur Stadt. Die ältesten Befunde reichen bis in die Zeit der Romanik. Das Gebäude ist ein massiver Steinbau mit wenigen, zudem kleinen Fensteröffnungen, der Hauptzugang erfolgte von Osten über den dortigen Innenhof mit Brunnen, ein weiterer Zugang wurde in der ehemaligen Nordfassade angelegt. Vom Erdgeschoss führt eine Treppe in den romanischen Keller (Tonnengewölbe 7,4 × 5,7 m) in der westlichen Gebäudehälfte, sowie eine weitere Treppe in das Obergeschoss. Im Erdgeschoss befindet sich auch der sogenannte Saal mit einem äußerst wertvollen, dekorativen Sterngewölbe aus dem 18. Jahrhundert. Im 1. Obergeschoss verweisen gesicherte Mal- und Putzreste (dekorative Jagdszene) auf die einstige Raumgestaltung und Nutzung als Festsaal.
Durch die heutige Nutzung als Teil des städtischen Bibliotheksgebäudes konnte der weitere Verfall bzw. der drohende Totalverlust der wertvollen Bausubstanz abgewendet werden.
Auch die straßenseitig befindlichen Gebäude Georgenstraße 43–47 besaßen eine vielfältige Baugeschichte, die in wesentlichen Teilen analysiert werden konnte. In der Wagendurchfahrt aus der 1. Hälfte des 19. Jahrhunderts stieß man bei den Voruntersuchungen auf eine stadtgeschichtlich und stadtarchäologisch bedeutsame Fundstelle – die guterhaltene Kloake des einstigen Gasthofes zur Güldenen Sonne mit tausenden von Kleinfunden.